# Hội đồng Giám mục Đài Loan
Hội đồng Giám mục Đài Loan, tên chính thức là Giám mục đoàn Giáo hội Công giáo lãnh thổ Đài Loan (tiếng Trung: 天主教台灣地區主教團; Hán-Việt: Thiên Chúa giáo hội Đài Loan địa khu Chủ giáo đoàn), tên tiếng Anh: 'Chinese Regional Bishops' Conference' (Hội đồng Giám mục vùng lãnh thổ Trung Hoa), là tổ chức giám mục đoàn Công giáo tại Trung Hoa Dân quốc, là cơ quan lãnh đạo hoạt động Công giáo tại Đài Loan, hiệp thông với giáo hội hoàn vũ. Thành lập năm 1967, Hội đồng Giám mục Đài Loan có quyền tài phán và quản trị Giáo hội Công giáo tại Đài Loan.

## Lịch sử
Được thành lập năm 1967, ban đầu với tên gọi Giám mục đoàn Công giáo tại Trung Quốc (tiếng Trung: 天主教中國主教團; Hán-Việt: Thiên Chúa giáo Trung Quốc Chủ giáo đoàn, tiếng Latinh: Conferentia Regionalis Episcoporum Sinarum, tiếng Anh: Chinese Bishops' Conference), trùng với quan điểm của chính phủ Trung Hoa Dân quốc, Hội đồng Giám mục này cũng tự nhận là đại diện cho cả Giáo hội Công giáo ở Trung Quốc Đại lục. Tuy nhiên, bởi tình trạng phức tạp về chính trị giữa eo biển Đài Loan nên trên thực tế, Hội đồng Giám mục Đài Loan chỉ quản trị người Công giáo tại đảo Đài Loan, mà họ gọi là Vùng Tự do của Trung Hoa Dân Quốc; vì vậy, từ năm 1998, tổ chức này đã được đổi tên lại như hiện nay. Hiện nay, Hội đồng Giám mục Đài Loan là thành viên của Liên Hội đồng Giám mục Á châu. Các phán quyết của Hội đồng Giám mục Đài Loan không bao hàm lãnh thổ Hồng Kông, Ma Cao và Ngoại Mông.